# Élections cantonales de 2011 dans le Val-de-Marne
Les élections cantonales ont lieu les 20 et 27 mars 2011.

## Contexte départemental

### Assemblée départementale sortante
Avant les élections, le conseil général du Val-de-Marne est présidé par Christian Favier (PCF). Il comprend 49 conseillers généraux issus des 49 cantons du Val-de-Marne. 25 d'entre eux sont renouvelables lors de ces élections. 
| Parti                                        | Sigle | Élus |
| -------------------------------------------- | ----- | ---- |
| Majorité (31 sièges)                         |       |      |
| Parti communiste français                    | PCF   | 16   |
| Parti socialiste                             | PS    | 11   |
| Convention pour une alternative progressiste | CAP   | 2    |
| Parti de gauche                              | PG    | 1    |
| Europe Écologie Les Verts                    | EELV  | 1    |
| Opposition (18 sièges)                       |       |      |
| Union pour un mouvement populaire            | UMP   | 17   |
| Divers droite                                | DVD   | 1    |
| Président du conseil général                 |       |      |
| Christian Favier (PCF)                       |       |      |

## Résultats à l'échelle du département

### Résultats en nombre de sièges
| Parti | Sièges mis en jeu | Élus | Évolution |
| ----- | ----------------- | ---- | --------- |
| PS    | 5                 | 4    | -1        |
| UMP   | 7                 | 6    | -1        |
| DVD   | 1                 | 1    | =         |
| PCF   | 9                 | 10   | +1        |
| MoDem | 0                 | 1    | +1        |
| EÉLV  | 1                 | 1    | =         |

### Assemblée départementale à l'issue des élections
| Parti                                        | Sigle | Élus |
| -------------------------------------------- | ----- | ---- |
| Majorité (31 sièges)                         |       |      |
| Parti communiste français                    | PCF   | 17   |
| Parti socialiste                             | PS    | 9    |
| Convention pour une alternative progressiste | CAP   | 2    |
| Parti de gauche                              | PG    | 1    |
| Europe Écologie Les Verts                    | EELV  | 1    |
| Mouvement républicain et citoyen             | MRC   | 1    |
| Opposition (18 sièges)                       |       |      |
| Union pour un mouvement populaire            | UMP   | 16   |
| Divers droite                                | DVD   | 1    |
| Mouvement démocrate                          | MoDem | 1    |
| Président du conseil général                 |       |      |
| Christian Favier (PCF)                       |       |      |

### Conseillers sortants et conseillers élus
| Canton                       | Conseiller sortant   | Parti | Parti | Conseiller élu       | Parti | Parti |
| ---------------------------- | -------------------- | ----- | ----- | -------------------- | ----- | ----- |
| Alfortville-Sud              | Isabelle Santiago    |       | PS    | Isabelle Santiago    |       | PS    |
| Arcueil                      | Daniel Breuiller     |       | EELV  | Daniel Breuiller     |       | EELV  |
| Bonneuil-sur-Marne           | Danielle Maréchal    |       | PCF   | Patrick Douet        |       | PCF   |
| Cachan                       | Alain Blavat         |       | PS    | Alain Blavat         |       | PS    |
| Champigny-sur-Marne-Centre   | Maurice Ouzoulias    |       | PCF   | Maurice Ouzoulias    |       | PCF   |
| Charenton-le-Pont            | Jean-Marie Brétillon |       | UMP   | Jean-Marie Brétillon |       | UMP   |
| Chennevières-sur-Marne       | Lucien Lavigne       |       | UMP   | Jean-Pierre Barnaud  |       | MoDem |
| Chevilly-Larue               | Christian Hervy      |       | PCF   | Christian Hervy      |       | PCF   |
| Choisy-le-Roi                | Daniel Davisse       |       | PCF   | Didier Guillaume     |       | PCF   |
| Créteil-Ouest                | Christian Fournier   |       | PS    | Abraham Johnson      |       | PS    |
| Créteil-Sud                  | Bernard Boutboul     |       | PS    | Josette Sol          |       | PS    |
| Fontenay-sous-Bois-Est       | Gilles Saint-Gal     |       | PCF   | Gilles Saint-Gal     |       | PCF   |
| Ivry-sur-Seine-Est           | Pascal Savoldelli    |       | PCF   | Pascal Savoldelli    |       | PCF   |
| Ivry-sur-Seine-Ouest         | Chantal Bourvic      |       | PCF   | Chantal Bourvic      |       | PCF   |
| Maisons-Alfort-Nord          | Olivier Capitanio    |       | UMP   | Olivier Capitanio    |       | UMP   |
| Maisons-Alfort-Sud           | François Duluc       |       | UMP   | Marie-France Parrain |       | UMP   |
| Nogent-sur-Marne             | Jacques J. P. Martin |       | UMP   | Jacques J. P. Martin |       | UMP   |
| Le Perreux-sur-Marne         | Jacques Loison       |       | UMP   | Jacques Loison       |       | UMP   |
| Saint-Maur-des-Fossés-Centre | Nicolas Clodong      |       | DVD   | Nicolas Clodong      |       | DVD   |
| Saint-Maur-des-Fossés-Ouest  | Jacques Leroy        |       | UMP   | Jacques Leroy        |       | UMP   |
| Valenton                     | Marc Thiberville     |       | PCF   | Marc Thiberville     |       | PCF   |
| Villejuif-Est                | Gilles Delbos        |       | PCF   | Gilles Delbos        |       | PCF   |
| Villejuif-Ouest              | Laurent Garnier      |       | PCF   | Laurent Garnier      |       | PCF   |
| Villeneuve-Saint-Georges     | Laurent Dutheil      |       | PS    | Nathalie Dinner      |       | PCF   |
| Vincennes-Est                | Jean-Michel Seux     |       | UMP   | Dominique Le Bideau  |       | NC    |

## Résultats par canton

### Canton d'Alfortville-Sud
- Conseiller sortant : Jean-Pierre Moranchel (PS)

| Candidats      | Candidats          | Étiquette      | Premier tour | Premier tour | Second tour | Second tour |
| Candidats      | Candidats          | Étiquette      | Voix         | %            | Voix        | %           |
| -------------- | ------------------ | -------------- | ------------ | ------------ | ----------- | ----------- |
|                | Isabelle Santiago* | PS             | 1 404        | 41,40        | 2 626       | 72,00       |
|                | Édouard Fontana    | FN             | 654          | 19,29        | 1 021       | 28,00       |
|                | Stéphanie Gomes    | FG (PCF)       | 426          | 12,56        |             |             |
|                | Selda Gloanec      | UMP            | 377          | 11,12        |             |             |
|                | France Bernichi    | EELV           | 340          | 10,03        |             |             |
|                | Frédéric Mangin    | POI            | 130          | 3,83         |             |             |
|                | Jacky Halbwax      | DVD            | 60           | 1,77         |             |             |
|                | Benoit Geraud      | PPLD           | 0            | 0,00         |             |             |
|                |                    |                |              |              |             |             |
| Inscrits       | Inscrits           | Inscrits       | 9 458        | 100,00       | 9 458       | 100,00      |
| Abstentions    | Abstentions        | Abstentions    | 5 979        | 63,22        | 5 584       | 59,04       |
| Votants        | Votants            | Votants        | 3 479        | 36,78        | 3 874       | 40,96       |
| Blancs et nuls | Blancs et nuls     | Blancs et nuls | 88           | 2,53         | 227         | 5,86        |
| Exprimés       | Exprimés           | Exprimés       | 3 391        | 97,47        | 3 647       | 94,14       |

*sortant

### Canton d'Arcueil
- Conseiller sortant : Daniel Breuiller (EELV)

| Candidats      | Candidats           | Étiquette      | Premier tour | Premier tour | Second tour | Second tour |
| Candidats      | Candidats           | Étiquette      | Voix         | %            | Voix        | %           |
| -------------- | ------------------- | -------------- | ------------ | ------------ | ----------- | ----------- |
|                | Daniel Breuiller*   | EELV-PS        | 2 332        | 44,66        | 3 070       | 100,00      |
|                | Carine Delahaie     | FG (PCF)       | 1 297        | 24,84        | Retrait     | Retrait     |
|                | Michelle Guillemart | FN             | 802          | 15,36        |             |             |
|                | Dominique Jacquin   | MoDem-UMP-NC   | 682          | 13,06        |             |             |
|                | Nicole Florence     | POI            | 109          | 2,09         |             |             |
|                |                     |                |              |              |             |             |
| Inscrits       | Inscrits            | Inscrits       | 15 339       | 100,00       | 15 339      | 100,00      |
| Abstentions    | Abstentions         | Abstentions    | 9 930        | 64,74        | 11 336      | 73,90       |
| Votants        | Votants             | Votants        | 5 409        | 35,26        | 4 003       | 26,10       |
| Blancs et nuls | Blancs et nuls      | Blancs et nuls | 187          | 3,46         | 933         | 23,31       |
| Exprimés       | Exprimés            | Exprimés       | 5 222        | 96,54        | 3 070       | 76,69       |

*sortant

### Canton de Bonneuil-sur-Marne
- Conseillère sortante : Danielle Maréchal (PCF)

| Candidats      | Candidats              | Étiquette      | Premier tour | Premier tour | Second tour | Second tour |
| Candidats      | Candidats              | Étiquette      | Voix         | %            | Voix        | %           |
| -------------- | ---------------------- | -------------- | ------------ | ------------ | ----------- | ----------- |
|                | Patrick Douet*         | FG (PCF)       | 1 744        | 52,55        | 2 629       | 74,20       |
|                | Virginie Recher        | FN             | 582          | 17,54        | 914         | 25,80       |
|                | Christine Moreau       | PS-EELV        | 432          | 13,02        |             |             |
|                | Sabri Mekri            | BÉ             | 277          | 8,35         |             |             |
|                | Hervé Charie-Marsaines | PCD-UMP-NC     | 253          | 7,62         |             |             |
|                | Philippe Rault         | RPF            | 31           | 0,93         |             |             |
|                |                        |                |              |              |             |             |
| Inscrits       | Inscrits               | Inscrits       | 8 840        | 100,00       | 8 840       | 100,00      |
| Abstentions    | Abstentions            | Abstentions    | 5 440        | 61,54        | 5 084       | 57,51       |
| Votants        | Votants                | Votants        | 3 400        | 38,46        | 3 756       | 42,49       |
| Blancs et nuls | Blancs et nuls         | Blancs et nuls | 81           | 2,38         | 213         | 5,67        |
| Exprimés       | Exprimés               | Exprimés       | 3 319        | 97,62        | 3 543       | 94,33       |

*sortant

### Canton de Cachan
- Conseiller sortant : Alain Blavat (PS)

| Candidats      | Candidats       | Étiquette      | Premier tour | Premier tour | Second tour | Second tour |
| Candidats      | Candidats       | Étiquette      | Voix         | %            | Voix        | %           |
| -------------- | --------------- | -------------- | ------------ | ------------ | ----------- | ----------- |
|                | Alain Blavat*   | PS             | 2 011        | 33,73        | 3 227       | 97,11       |
|                | Thierry Didier  | EELV           | 1 194        | 20,03        | 96          | 2,89        |
|                | Éric Chérot     | UMP            | 1 030        | 17,28        |             |             |
|                | Gérard Margalle | FN             | 788          | 13,22        |             |             |
|                | Ghislain Jammes | FG (PCF)       | 715          | 11,99        |             |             |
|                | Gilles David    | NC             | 224          | 3,76         |             |             |
|                |                 |                |              |              |             |             |
| Inscrits       | Inscrits        | Inscrits       | 15 781       | 100,00       | 15 782      | 100,00      |
| Abstentions    | Abstentions     | Abstentions    | 9 693        | 61,42        | 11 151      | 70,66       |
| Votants        | Votants         | Votants        | 6 088        | 38,58        | 4 631       | 29,34       |
| Blancs et nuls | Blancs et nuls  | Blancs et nuls | 126          | 2,07         | 1 308       | 28,24       |
| Exprimés       | Exprimés        | Exprimés       | 5 962        | 97,93        | 3 323       | 71,76       |

*sortant

### Canton de Champigny-sur-Marne-Centre
- Conseiller sortant : Maurice Ouzoulias (PCF)

| Candidats      | Candidats          | Étiquette      | Premier tour | Premier tour | Second tour | Second tour |
| Candidats      | Candidats          | Étiquette      | Voix         | %            | Voix        | %           |
| -------------- | ------------------ | -------------- | ------------ | ------------ | ----------- | ----------- |
|                | Maurice Ouzoulias* | FG (PCF)       | 2 021        | 43,34        | 3 730       | 75,31       |
|                | Francis Plainchant | FN             | 780          | 16,73        | 1 223       | 24,69       |
|                | Frédéric Touraine  | PS             | 665          | 14,26        |             |             |
|                | Marie-Eve Berchery | UMP-NC         | 613          | 13,15        |             |             |
|                | Jean-Marie Lagache | EELV           | 494          | 10,59        |             |             |
|                | Alain Le Bihan     | RPF            | 90           | 1,93         |             |             |
|                |                    |                |              |              |             |             |
| Inscrits       | Inscrits           | Inscrits       | 13 805       | 100,00       | 13 805      | 100,00      |
| Abstentions    | Abstentions        | Abstentions    | 9 073        | 65,72        | 8 569       | 62,07       |
| Votants        | Votants            | Votants        | 4 732        | 34,28        | 5 236       | 37,93       |
| Blancs et nuls | Blancs et nuls     | Blancs et nuls | 69           | 1,46         | 283         | 5,40        |
| Exprimés       | Exprimés           | Exprimés       | 4 663        | 98,54        | 4 953       | 94,60       |

*sortant

### Canton de Charenton-le-Pont
- Conseiller sortant : Jean-Marie Brétillon (UMP)

| Candidats      | Candidats                | Étiquette      | Premier tour | Premier tour | Second tour | Second tour |
| Candidats      | Candidats                | Étiquette      | Voix         | %            | Voix        | %           |
| -------------- | ------------------------ | -------------- | ------------ | ------------ | ----------- | ----------- |
|                | Jean-Marie Brétillon*    | UMP-NC         | 4 973        | 48,65        | 6 259       | 62,39       |
|                | Gilles-Maurice Bellaïche | PS             | 2 037        | 19,93        | 3 773       | 37,61       |
|                | Frédéric Leonzi          | EELV           | 1 251        | 12,24        |             |             |
|                | Pierre Fouchard          | FN             | 1 135        | 11,10        |             |             |
|                | Fatima Hamani-Sénéchal   | FG (PG)        | 726          | 7,10         |             |             |
|                | Dominique Hamel          | AR             | 99           | 0,97         |             |             |
|                |                          |                |              |              |             |             |
| Inscrits       | Inscrits                 | Inscrits       | 27 601       | 100,00       | 27 601      | 100,00      |
| Abstentions    | Abstentions              | Abstentions    | 17 222       | 62,40        | 17 108      | 61,98       |
| Votants        | Votants                  | Votants        | 10 379       | 37,60        | 10 493      | 38,02       |
| Blancs et nuls | Blancs et nuls           | Blancs et nuls | 158          | 1,52         | 461         | 4,39        |
| Exprimés       | Exprimés                 | Exprimés       | 10 221       | 98,48        | 10 032      | 95,61       |

*sortant

### Canton de Chennevières-sur-Marne
- Conseiller sortant : Lucien Lavigne (UMP)

| Candidats      | Candidats           | Étiquette      | Premier tour | Premier tour | Second tour | Second tour |
| Candidats      | Candidats           | Étiquette      | Voix         | %            | Voix        | %           |
| -------------- | ------------------- | -------------- | ------------ | ------------ | ----------- | ----------- |
|                | Jean-Pierre Barnaud | MoDem          | 895          | 26,08        | 2 125       | 67,08       |
|                | Bernard Haemmerlé*  | UMP            | 605          | 17,63        | 1 043       | 32,92       |
|                | Philippe Oribes     | FN             | 544          | 15,85        |             |             |
|                | Jean Djebara        | PS-EELV        | 520          | 15,15        |             |             |
|                | Gabriel Terdjman    | DVG            | 458          | 13,34        |             |             |
|                | Alain Audhéon       | FG (PCF)       | 358          | 10,43        |             |             |
|                | Gilbert Chevalier   | DLR            | 52           | 1,52         |             |             |
|                |                     |                |              |              |             |             |
| Inscrits       | Inscrits            | Inscrits       | 9 736        | 100,00       | 9 736       | 100,00      |
| Abstentions    | Abstentions         | Abstentions    | 6 242        | 64,11        | 6 274       | 64,44       |
| Votants        | Votants             | Votants        | 3 494        | 35,89        | 3 462       | 35,56       |
| Blancs et nuls | Blancs et nuls      | Blancs et nuls | 62           | 1,77         | 294         | 8,49        |
| Exprimés       | Exprimés            | Exprimés       | 3 432        | 98,23        | 3 168       | 91,51       |

*sortant

### Canton de Chevilly-Larue
- Conseiller sortant : Christian Hervy (PCF)

| Candidats      | Candidats             | Étiquette      | Premier tour | Premier tour | Second tour | Second tour |
| Candidats      | Candidats             | Étiquette      | Voix         | %            | Voix        | %           |
| -------------- | --------------------- | -------------- | ------------ | ------------ | ----------- | ----------- |
|                | Christian Hervy*      | FG (PCF)       | 2 121        | 38,52        | 2 874       | 100,00      |
|                | Pascal Rioual         | PS             | 1 220        | 22,16        | Retrait     | Retrait     |
|                | Jeannine Viaud        | FN             | 889          | 16,15        |             |             |
|                | Jean-Franco Capirchio | UMP            | 881          | 16,00        |             |             |
|                | Daniel Bécot          | AEI            | 280          | 5,09         |             |             |
|                | Rose-Marie Sterge     | POI            | 115          | 2,09         |             |             |
|                |                       |                |              |              |             |             |
| Inscrits       | Inscrits              | Inscrits       | 13 891       | 100,00       | 13 891      | 100,00      |
| Abstentions    | Abstentions           | Abstentions    | 8 277        | 59,59        | 9 764       | 70,29       |
| Votants        | Votants               | Votants        | 5 614        | 40,41        | 4 127       | 29,71       |
| Blancs et nuls | Blancs et nuls        | Blancs et nuls | 108          | 1,92         | 1 253       | 30,36       |
| Exprimés       | Exprimés              | Exprimés       | 5 506        | 98,08        | 2 874       | 69,64       |

*sortant

### Canton de Choisy-le-Roi
- Conseiller sortant : Daniel Davisse (PCF)

| Candidats      | Candidats          | Étiquette      | Premier tour | Premier tour | Second tour | Second tour |
| Candidats      | Candidats          | Étiquette      | Voix         | %            | Voix        | %           |
| -------------- | ------------------ | -------------- | ------------ | ------------ | ----------- | ----------- |
|                | Didier Guillaume   | FG (PCF)       | 1 830        | 26,46        | 5 219       | 70,55       |
|                | Daniel Dos Santos  | FN             | 1 196        | 17,29        | 2 179       | 29,45       |
|                | Monique Baron      | UMP            | 1 115        | 16,12        |             |             |
|                | Nadia Brahimi      | PS             | 1 107        | 16,01        |             |             |
|                | Ali Id El Ouali    | EÉLV           | 702          | 10,15        |             |             |
|                | Hassan Aoummis     | MRC            | 308          | 4,45         |             |             |
|                | Bruno Poterie      | MoDem          | 304          | 4,40         |             |             |
|                | Nacer Bouaziz      | AUT            | 135          | 1,95         |             |             |
|                | Aymeric Guillemain | NPA            | 123          | 1,78         |             |             |
|                | Régis Moreau       | PRG            | 50           | 0,72         |             |             |
|                | Alain Even         | COM            | 46           | 0,67         |             |             |
|                |                    |                |              |              |             |             |
| Inscrits       | Inscrits           | Inscrits       | 18 533       | 100,00       | 18 533      | 100,00      |
| Abstentions    | Abstentions        | Abstentions    | 11 484       | 61,97        | 10 584      | 57,11       |
| Votants        | Votants            | Votants        | 7 049        | 38,03        | 7 949       | 42,89       |
| Blancs et nuls | Blancs et nuls     | Blancs et nuls | 133          | 1,89         | 551         | 6,93        |
| Exprimés       | Exprimés           | Exprimés       | 6 916        | 98,11        | 7 398       | 93,07       |

### Canton de Créteil-Ouest
- Conseiller sortant : Christian Fournier (PS)

| Candidats      | Candidats             | Étiquette      | Premier tour | Premier tour | Second tour | Second tour |
| Candidats      | Candidats             | Étiquette      | Voix         | %            | Voix        | %           |
| -------------- | --------------------- | -------------- | ------------ | ------------ | ----------- | ----------- |
|                | Abraham Johnson       | PS             | 1 517        | 36,83        | 3 605       | 73,33       |
|                | Gérard Castre         | FN             | 748          | 18,16        | 1 311       | 26,67       |
|                | Jean-Marc Devauchelle | FG (PCF)       | 558          | 13,55        |             |             |
|                | Marianne Boulc’h      | EÉLV           | 554          | 13,45        |             |             |
|                | Thierry Hebbrecht     | UMP            | 533          | 12,94        |             |             |
|                | Olivier Anthore       | MoDem          | 154          | 3,74         |             |             |
|                | Françoise Roussel     | EXG            | 55           | 1,34         |             |             |
|                |                       |                |              |              |             |             |
| Inscrits       | Inscrits              | Inscrits       | 14 223       | 100,00       | 14 223      | 100,00      |
| Abstentions    | Abstentions           | Abstentions    | 9 986        | 70,21        | 8 964       | 63,02       |
| Votants        | Votants               | Votants        | 4 237        | 29,79        | 5 259       | 36,98       |
| Blancs et nuls | Blancs et nuls        | Blancs et nuls | 118          | 2,78         | 343         | 6,52        |
| Exprimés       | Exprimés              | Exprimés       | 4 119        | 97,22        | 4 916       | 93,48       |

### Canton de Créteil-Sud
- Conseiller sortant : Bernard Boutboul (PS)

| Candidats      | Candidats                 | Étiquette      | Premier tour | Premier tour | Second tour | Second tour |
| Candidats      | Candidats                 | Étiquette      | Voix         | %            | Voix        | %           |
| -------------- | ------------------------- | -------------- | ------------ | ------------ | ----------- | ----------- |
|                | Josette Sol               | PS             | 1 945        | 36,75        | 4 786       | 75,72       |
|                | Marie-Thérèse Le Guilloux | FN             | 1 043        | 19,71        | 1 535       | 24,28       |
|                | Catherine De Luca         | EÉLV           | 711          | 13,44        |             |             |
|                | Farid Chibout             | UMP            | 585          | 11,05        |             |             |
|                | Mehedi Henry              | FG (PCF)       | 540          | 10,20        |             |             |
|                | Mustapha Abbaoui          | DVG            | 409          | 7,73         |             |             |
|                | Marc Vautier              | POI            | 59           | 1,11         |             |             |
|                |                           |                |              |              |             |             |
| Inscrits       | Inscrits                  | Inscrits       | 19 525       | 100,00       | 19 525      | 100,00      |
| Abstentions    | Abstentions               | Abstentions    | 14 056       | 71,99        | 12 863      | 65,88       |
| Votants        | Votants                   | Votants        | 5 469        | 28,01        | 6 662       | 34,12       |
| Blancs et nuls | Blancs et nuls            | Blancs et nuls | 177          | 3,24         | 341         | 5,12        |
| Exprimés       | Exprimés                  | Exprimés       | 5 292        | 96,76        | 6 321       | 94,88       |

### Canton de Fontenay-sous-Bois-Est
- Conseiller sortant : Gilles Saint-Gal (PCF)

| Candidats      | Candidats            | Étiquette      | Premier tour | Premier tour | Second tour | Second tour |
| Candidats      | Candidats            | Étiquette      | Voix         | %            | Voix        | %           |
| -------------- | -------------------- | -------------- | ------------ | ------------ | ----------- | ----------- |
|                | Gilles Saint-Gal*    | FG (PCF)       | 2 664        | 46,22        | 3 493       | 73,49       |
|                | Fabienne Bihner      | EÉLV           | 955          | 16,57        | 1 260       | 26,51       |
|                | Jean-Pierre Pasquet  | FN             | 845          | 14,66        |             |             |
|                | Marie-France Jourdan | UMP            | 479          | 8,31         |             |             |
|                | Nassim Lachelache    | ECO            | 476          | 8,26         |             |             |
|                | Bruno Poterie        | MoDem          | 137          | 2,38         |             |             |
|                | Daniel Alarcon       | NPA            | 135          | 2,34         |             |             |
|                | Christian Tollari    | DVD            | 73           | 1,27         |             |             |
|                |                      |                |              |              |             |             |
| Inscrits       | Inscrits             | Inscrits       | 15 753       | 100,00       | 15 752      | 100,00      |
| Abstentions    | Abstentions          | Abstentions    | 9 870        | 62,65        | 10 515      | 66,75       |
| Votants        | Votants              | Votants        | 5 883        | 37,35        | 5 237       | 33,25       |
| Blancs et nuls | Blancs et nuls       | Blancs et nuls | 119          | 2,02         | 484         | 9,24        |
| Exprimés       | Exprimés             | Exprimés       | 5 764        | 97,98        | 4 753       | 90,76       |

*sortant

### Canton d'Ivry-sur-Seine-Est
- Conseiller sortant : Pascal Savoldelli (PCF)

| Candidats      | Candidats          | Étiquette      | Premier tour | Premier tour | Second tour | Second tour |
| Candidats      | Candidats          | Étiquette      | Voix         | %            | Voix        | %           |
| -------------- | ------------------ | -------------- | ------------ | ------------ | ----------- | ----------- |
|                | Pascal Savoldelli* | FG (PCF)       | 2 455        | 50,97        | 3 279       | 100,00      |
|                | Denis Mercier      | PS             | 1 265        | 26,26        | Retrait     | Retrait     |
|                | Thérèse Patry      | FN             | 630          | 13,08        |             |             |
|                | Régis Leclercq     | NC             | 401          | 8,32         |             |             |
|                | Sylviane Tzinmann  | PRG            | 66           | 1,37         |             |             |
|                |                    |                |              |              |             |             |
| Inscrits       | Inscrits           | Inscrits       | 13 140       | 100,00       | 13 140      | 100,00      |
| Abstentions    | Abstentions        | Abstentions    | 8 231        | 62,64        | 9 331       | 71,01       |
| Votants        | Votants            | Votants        | 4 909        | 37,36        | 3 809       | 28,99       |
| Blancs et nuls | Blancs et nuls     | Blancs et nuls | 92           | 1,87         | 530         | 13,91       |
| Exprimés       | Exprimés           | Exprimés       | 4 817        | 98,13        | 3 279       | 86,09       |

*sortant

### Canton d'Ivry-sur-Seine-Ouest
- Conseillère sortante : Chantal Bourvic (PCF)

| Candidats      | Candidats            | Étiquette      | Premier tour | Premier tour | Second tour | Second tour |
| Candidats      | Candidats            | Étiquette      | Voix         | %            | Voix        | %           |
| -------------- | -------------------- | -------------- | ------------ | ------------ | ----------- | ----------- |
|                | Chantal Bourvic*     | FG (PCF)       | 1 870        | 42,06        | 2 516       | 63,65       |
|                | Chantal Duchêne      | EÉLV           | 1 130        | 25,42        | 1 437       | 36,35       |
|                | Jean-Paul Claudon    | FN             | 753          | 16,94        |             |             |
|                | Dorian Cathenoz      | DVD            | 310          | 6,97         |             |             |
|                | Cristelle Dallavalle | ECO            | 226          | 5,08         |             |             |
|                | Pierre Martinez      | PRG            | 85           | 1,91         |             |             |
|                | Michel Monier        | POI            | 72           | 1,62         |             |             |
|                |                      |                |              |              |             |             |
| Inscrits       | Inscrits             | Inscrits       | 14 056       | 100,00       | 14 056      | 100,00      |
| Abstentions    | Abstentions          | Abstentions    | 9 513        | 67,68        | 9 748       | 69,35       |
| Votants        | Votants              | Votants        | 4 543        | 32,32        | 4 308       | 30,65       |
| Blancs et nuls | Blancs et nuls       | Blancs et nuls | 97           | 2,14         | 355         | 8,24        |
| Exprimés       | Exprimés             | Exprimés       | 4 446        | 97,86        | 3 953       | 91,76       |

*sortant

### Canton de Maisons-Alfort-Nord
- Conseiller sortant : Olivier Capitanio (UMP)

| Candidats      | Candidats          | Étiquette      | Premier tour | Premier tour | Second tour | Second tour |
| Candidats      | Candidats          | Étiquette      | Voix         | %            | Voix        | %           |
| -------------- | ------------------ | -------------- | ------------ | ------------ | ----------- | ----------- |
|                | Olivier Capitanio* | UMP            | 3 224        | 47,87        | 3 999       | 59,62       |
|                | Bernard Bouché     | EÉLV           | 1 800        | 26,73        | 2 708       | 40,38       |
|                | Bernard Lacroze    | FN             | 984          | 14,61        |             |             |
|                | Sylvie Darracq     | FG (PCF)       | 727          | 10,79        |             |             |
|                |                    |                |              |              |             |             |
| Inscrits       | Inscrits           | Inscrits       | 16 741       | 100,00       | 16 741      | 100,00      |
| Abstentions    | Abstentions        | Abstentions    | 9 896        | 59,11        | 9 780       | 58,42       |
| Votants        | Votants            | Votants        | 6 845        | 40,89        | 6 961       | 41,58       |
| Blancs et nuls | Blancs et nuls     | Blancs et nuls | 110          | 1,61         | 254         | 3,65        |
| Exprimés       | Exprimés           | Exprimés       | 6 735        | 98,39        | 6 707       | 96,35       |

*sortant

### Canton de Maisons-Alfort-Sud
- Conseiller sortant : François Duluc (UMP)

| Candidats      | Candidats            | Étiquette      | Premier tour | Premier tour | Second tour | Second tour |
| Candidats      | Candidats            | Étiquette      | Voix         | %            | Voix        | %           |
| -------------- | -------------------- | -------------- | ------------ | ------------ | ----------- | ----------- |
|                | Marie-France Parrain | UMP            | 2 730        | 40,37        | 3 653       | 55,09       |
|                | Jean-Paul Debière    | PS             | 1 779        | 26,31        | 2 978       | 44,91       |
|                | Jean-Marie Rougier   | FN             | 1 311        | 19,39        |             |             |
|                | Sylvie Durand        | FG (PCF)       | 627          | 9,27         |             |             |
|                | Pascal C.            | AUT            | 166          | 2,45         |             |             |
|                | Maria Chambonnet     | POI            | 149          | 2,20         |             |             |
|                |                      |                |              |              |             |             |
| Inscrits       | Inscrits             | Inscrits       | 17 899       | 100,00       | 17 899      | 100,00      |
| Abstentions    | Abstentions          | Abstentions    | 10 942       | 61,13        | 10 845      | 60,59       |
| Votants        | Votants              | Votants        | 6 957        | 38,87        | 7 054       | 39,41       |
| Blancs et nuls | Blancs et nuls       | Blancs et nuls | 195          | 2,80         | 423         | 6,00        |
| Exprimés       | Exprimés             | Exprimés       | 6 762        | 97,20        | 6 631       | 94,00       |

### Canton de Nogent-sur-Marne
- Conseiller sortant : Jacques J. P. Martin (UMP)

| Candidats      | Candidats             | Étiquette      | Premier tour | Premier tour | Second tour | Second tour |
| Candidats      | Candidats             | Étiquette      | Voix         | %            | Voix        | %           |
| -------------- | --------------------- | -------------- | ------------ | ------------ | ----------- | ----------- |
|                | Jacques J. P. Martin* | UMP            | 2 647        | 34,78        | 4 097       | 56,52       |
|                | Bastien Faudot        | DVG            | 1 140        | 14,98        | 3 152       | 43,48       |
|                | Annie Lahmer          | EÉLV           | 1 031        | 13,55        |             |             |
|                | Jocelyne Lavocat      | FN             | 874          | 11,48        |             |             |
|                | Dominique Léon        | DVD            | 597          | 7,84         |             |             |
|                | Marc Arazi            | SE             | 554          | 7,28         |             |             |
|                | Amina Yelles          | FG (PCF)       | 432          | 5,68         |             |             |
|                | Bruno Morfin          | DVD            | 335          | 4,40         |             |             |
|                |                       |                |              |              |             |             |
| Inscrits       | Inscrits              | Inscrits       | 21 441       | 100,00       | 21 441      | 100,00      |
| Abstentions    | Abstentions           | Abstentions    | 13 730       | 64,04        | 13 676      | 63,78       |
| Votants        | Votants               | Votants        | 7 711        | 35,96        | 7 765       | 36,22       |
| Blancs et nuls | Blancs et nuls        | Blancs et nuls | 101          | 1,31         | 516         | 6,65        |
| Exprimés       | Exprimés              | Exprimés       | 7 610        | 98,69        | 7 249       | 93,35       |

*sortant

### Canton du Perreux-sur-Marne
- Conseiller sortant : Jacques Loison (UMP)

| Candidats      | Candidats          | Étiquette      | Premier tour | Premier tour | Second tour | Second tour |
| Candidats      | Candidats          | Étiquette      | Voix         | %            | Voix        | %           |
| -------------- | ------------------ | -------------- | ------------ | ------------ | ----------- | ----------- |
|                | Jacques Loison*    | UMP            | 3 196        | 42,65        | 4 389       | 59,27       |
|                | Patrick Mouge      | PRG            | 1 169        | 15,60        | 3 016       | 40,73       |
|                | Joseph Terribile   | EÉLV           | 1 168        | 15,59        |             |             |
|                | Guillaume Pérignon | FN             | 1 086        | 14,49        |             |             |
|                | Robert Schmitz     | FG (PCF)       | 539          | 7,19         |             |             |
|                | Marc Boniface      | MoDem          | 335          | 4,47         |             |             |
|                |                    |                |              |              |             |             |
| Inscrits       | Inscrits           | Inscrits       | 21 840       | 100,00       | 21 840      | 100,00      |
| Abstentions    | Abstentions        | Abstentions    | 14 249       | 65,24        | 14 076      | 64,45       |
| Votants        | Votants            | Votants        | 7 591        | 34,76        | 7 764       | 35,55       |
| Blancs et nuls | Blancs et nuls     | Blancs et nuls | 98           | 1,29         | 359         | 4,62        |
| Exprimés       | Exprimés           | Exprimés       | 7 493        | 98,71        | 7 405       | 95,38       |

*sortant

### Canton de Saint-Maur-des-Fossés-Centre
- Conseiller sortant : Nicolas Clodong (DVD)

| Candidats      | Candidats                 | Étiquette      | Premier tour | Premier tour | Second tour | Second tour |
| Candidats      | Candidats                 | Étiquette      | Voix         | %            | Voix        | %           |
| -------------- | ------------------------- | -------------- | ------------ | ------------ | ----------- | ----------- |
|                | Nicolas Clodong*          | DVD            | 2 193        | 27,38        | 3 465       | 51,21       |
|                | Stéphanie Chupin          | UMP            | 2 210        | 27,59        | 3 301       | 48,79       |
|                | Elisabeth Bouffard-Savary | PS             | 1 846        | 23,05        |             |             |
|                | Laurent Jolly             | FN             | 1 052        | 13,13        |             |             |
|                | Sébastien Baudouin        | FG (PG)        | 485          | 6,05         |             |             |
|                | Robert Sève               | DVD            | 156          | 1,95         |             |             |
|                | Anne-Marie Bertrand       | POI            | 68           | 0,85         |             |             |
|                |                           |                |              |              |             |             |
| Inscrits       | Inscrits                  | Inscrits       | 20 214       | 100,00       | 20 214      | 100,00      |
| Abstentions    | Abstentions               | Abstentions    | 12 032       | 59,52        | 12 424      | 61,46       |
| Votants        | Votants                   | Votants        | 8 182        | 40,48        | 7 790       | 38,54       |
| Blancs et nuls | Blancs et nuls            | Blancs et nuls | 172          | 2,10         | 1 024       | 13,15       |
| Exprimés       | Exprimés                  | Exprimés       | 8 010        | 97,90        | 6 766       | 86,85       |

*sortant

### Canton de Saint-Maur-des-Fossés-Ouest
- Conseiller sortant : Jacques Leroy (UMP)

| Candidats      | Candidats        | Étiquette      | Premier tour | Premier tour | Second tour | Second tour |
| Candidats      | Candidats        | Étiquette      | Voix         | %            | Voix        | %           |
| -------------- | ---------------- | -------------- | ------------ | ------------ | ----------- | ----------- |
|                | Jacques Leroy*   | UMP            | 2 365        | 36,86        | 3 841       | 58,87       |
|                | Michel Gineste   | EÉLV           | 1 703        | 26,54        | 2 683       | 41,13       |
|                | Thierry Dame     | FN             | 758          | 11,81        |             |             |
|                | Sylvie Lagarde   | DVD            | 602          | 9,38         |             |             |
|                | Guy Deloche      | FG (PCF)       | 544          | 8,48         |             |             |
|                | Stéphane Hélière | MoDem          | 444          | 6,92         |             |             |
|                |                  |                |              |              |             |             |
| Inscrits       | Inscrits         | Inscrits       | 16 192       | 100,00       | 16 193      | 100,00      |
| Abstentions    | Abstentions      | Abstentions    | 9 675        | 59,75        | 9 339       | 57,67       |
| Votants        | Votants          | Votants        | 6 517        | 40,25        | 6 854       | 42,33       |
| Blancs et nuls | Blancs et nuls   | Blancs et nuls | 98           | 1,55         | 330         | 4,81        |
| Exprimés       | Exprimés         | Exprimés       | 6 416        | 98,45        | 6 524       | 95,19       |

*sortant

### Canton de Valenton
- Conseiller sortant : Marc Thiberville (PCF)

| Candidats      | Candidats         | Étiquette      | Premier tour | Premier tour | Second tour | Second tour |
| Candidats      | Candidats         | Étiquette      | Voix         | %            | Voix        | %           |
| -------------- | ----------------- | -------------- | ------------ | ------------ | ----------- | ----------- |
|                | Marc Thiberville* | FG (PCF)       | 1 342        | 47,71        | 2 581       | 74,51       |
|                | Gaby Espinar      | FN             | 657          | 23,36        | 883         | 25,49       |
|                | Xavier Cantat     | EÉLV           | 398          | 14,16        |             |             |
|                | Arnaud Védie      | UMP            | 223          | 7,93         |             |             |
|                | Thiaba Bruni      | DVG            | 193          | 6,86         |             |             |
|                |                   |                |              |              |             |             |
| Inscrits       | Inscrits          | Inscrits       | 10 062       | 100,00       | 10 062      | 100,00      |
| Abstentions    | Abstentions       | Abstentions    | 7 176        | 71,32        | 6 467       | 64,27       |
| Votants        | Votants           | Votants        | 2 886        | 28,68        | 3 595       | 35,73       |
| Blancs et nuls | Blancs et nuls    | Blancs et nuls | 73           | 2,53         | 131         | 3,64        |
| Exprimés       | Exprimés          | Exprimés       | 2 813        | 97,47        | 3 464       | 96,36       |

*sortant

### Canton de Villejuif-Est
- Conseiller sortant : Gilles Delbos (PCF)

| Candidats      | Candidats            | Étiquette      | Premier tour | Premier tour | Second tour | Second tour |
| Candidats      | Candidats            | Étiquette      | Voix         | %            | Voix        | %           |
| -------------- | -------------------- | -------------- | ------------ | ------------ | ----------- | ----------- |
|                | Gilles Delbos*       | FG (PCF)       | 1 539        | 35,23        | 2 287       | 100,00      |
|                | Sophie Taillé-Polian | PS             | 1 068        | 24,45        | Retrait     | Retrait     |
|                | Bruno Mauconduit     | FN             | 869          | 19,89        |             |             |
|                | Françoise Beurtheret | UMP            | 399          | 9,13         |             |             |
|                | Jorge Carvalho       | MoDem          | 296          | 2,37         |             |             |
|                | Claire Mignot        | ECO            | 197          | 4,51         |             |             |
|                |                      |                |              |              |             |             |
| Inscrits       | Inscrits             | Inscrits       | 12 483       | 100,00       | 12 483      | 100,00      |
| Abstentions    | Abstentions          | Abstentions    | 8 046        | 64,46        | 8 997       | 72,07       |
| Votants        | Votants              | Votants        | 4 437        | 35,54        | 3 486       | 27,93       |
| Blancs et nuls | Blancs et nuls       | Blancs et nuls | 69           | 1,56         | 899         | 25,79       |
| Exprimés       | Exprimés             | Exprimés       | 4 368        | 98,44        | 2 587       | 74,21       |

*sortant

### Canton de Villejuif-Ouest
- Conseiller sortant : Laurent Garnier (PCF)

| Candidats      | Candidats           | Étiquette      | Premier tour | Premier tour | Second tour | Second tour |
| Candidats      | Candidats           | Étiquette      | Voix         | %            | Voix        | %           |
| -------------- | ------------------- | -------------- | ------------ | ------------ | ----------- | ----------- |
|                | Laurent Garnier*    | FG (PCF)       | 1 970        | 36,89        | 2 788       | 61,80       |
|                | François Labat      | EÉLV           | 1 336        | 25,02        | 1 723       | 38,20       |
|                | Gaby Espinar        | FN             | 982          | 6,41         |             |             |
|                | Jean-François Harel | UMP            | 648          | 4,23         |             |             |
|                | Cécile Déniard      | MoDem          | 329          | 2,14         |             |             |
|                | Salima Zerrour      | ECO            | 75           | 1,40         |             |             |
|                |                     |                |              |              |             |             |
| Inscrits       | Inscrits            | Inscrits       | 15 310       | 100,00       | 15 310      | 100,00      |
| Abstentions    | Abstentions         | Abstentions    | 9 869        | 64,46        | 10 336      | 67,51       |
| Votants        | Votants             | Votants        | 5 441        | 35,54        | 4 974       | 32,49       |
| Blancs et nuls | Blancs et nuls      | Blancs et nuls | 101          | 1,86         | 463         | 9,31        |
| Exprimés       | Exprimés            | Exprimés       | 5 340        | 98,14        | 4 511       | 90,69       |

*sortant

### Canton de Villeneuve-Saint-Georges
- Conseiller sortant : Laurent Dutheil (PS)

| Candidats      | Candidats        | Étiquette      | Premier tour | Premier tour | Second tour | Second tour |
| Candidats      | Candidats        | Étiquette      | Voix         | %            | Voix        | %           |
| -------------- | ---------------- | -------------- | ------------ | ------------ | ----------- | ----------- |
|                | Dominique Joly   | FN             | 868          | 28,89        | 1 439       | 40,55       |
|                | Nathalie Dinner  | FG (PCF)       | 761          | 25,33        | 2 110       | 59,45       |
|                | Laurent Dutheil* | PS             | 677          | 22,54        |             |             |
|                | Philippe Gaudin  | UMP            | 532          | 17,71        |             |             |
|                | Victor Noël      | EÉLV           | 114          | 3,79         |             |             |
|                | Serge Leclerc    | DVD            | 52           | 0,52         |             |             |
|                |                  |                |              |              |             |             |
| Inscrits       | Inscrits         | Inscrits       | 9 894        | 100,00       | 9 894       | 100,00      |
| Abstentions    | Abstentions      | Abstentions    | 6 835        | 69,08        | 6 154       | 62,20       |
| Votants        | Votants          | Votants        | 3 059        | 30,92        | 3 740       | 37,80       |
| Blancs et nuls | Blancs et nuls   | Blancs et nuls | 55           | 1,80         | 191         | 5,11        |
| Exprimés       | Exprimés         | Exprimés       | 3 004        | 98,20        | 3 549       | 94,89       |

*sortant

### Canton de Vincennes-Est
- Conseiller sortant : Jean-Michel Seux (UMP)

| Candidats      | Candidats           | Étiquette      | Premier tour | Premier tour | Second tour | Second tour |
| Candidats      | Candidats           | Étiquette      | Voix         | %            | Voix        | %           |
| -------------- | ------------------- | -------------- | ------------ | ------------ | ----------- | ----------- |
|                | Dominique Le Bideau | NC             | 2 999        | 46,83        | 3 810       | 57,95       |
|                | Muriel Hauchemaille | EÉLV           | 2 077        | 32,43        | 2 765       | 42,05       |
|                | Claudette Madiot    | FN             | 841          | 13,13        |             |             |
|                | Michèle Legauyer    | FG (PCF)       | 487          | 7,60         |             |             |
|                |                     |                |              |              |             |             |
| Inscrits       | Inscrits            | Inscrits       | 16 308       | 100,00       | 16 308      | 100,00      |
| Abstentions    | Abstentions         | Abstentions    | 9 773        | 59,93        | 9 467       | 58,05       |
| Votants        | Votants             | Votants        | 6 535        | 40,07        | 6 841       | 41,95       |
| Blancs et nuls | Blancs et nuls      | Blancs et nuls | 131          | 2,00         | 266         | 3,89        |
| Exprimés       | Exprimés            | Exprimés       | 6 404        | 98,00        | 6 575       | 96,11       |